# 强盗 (歌剧)

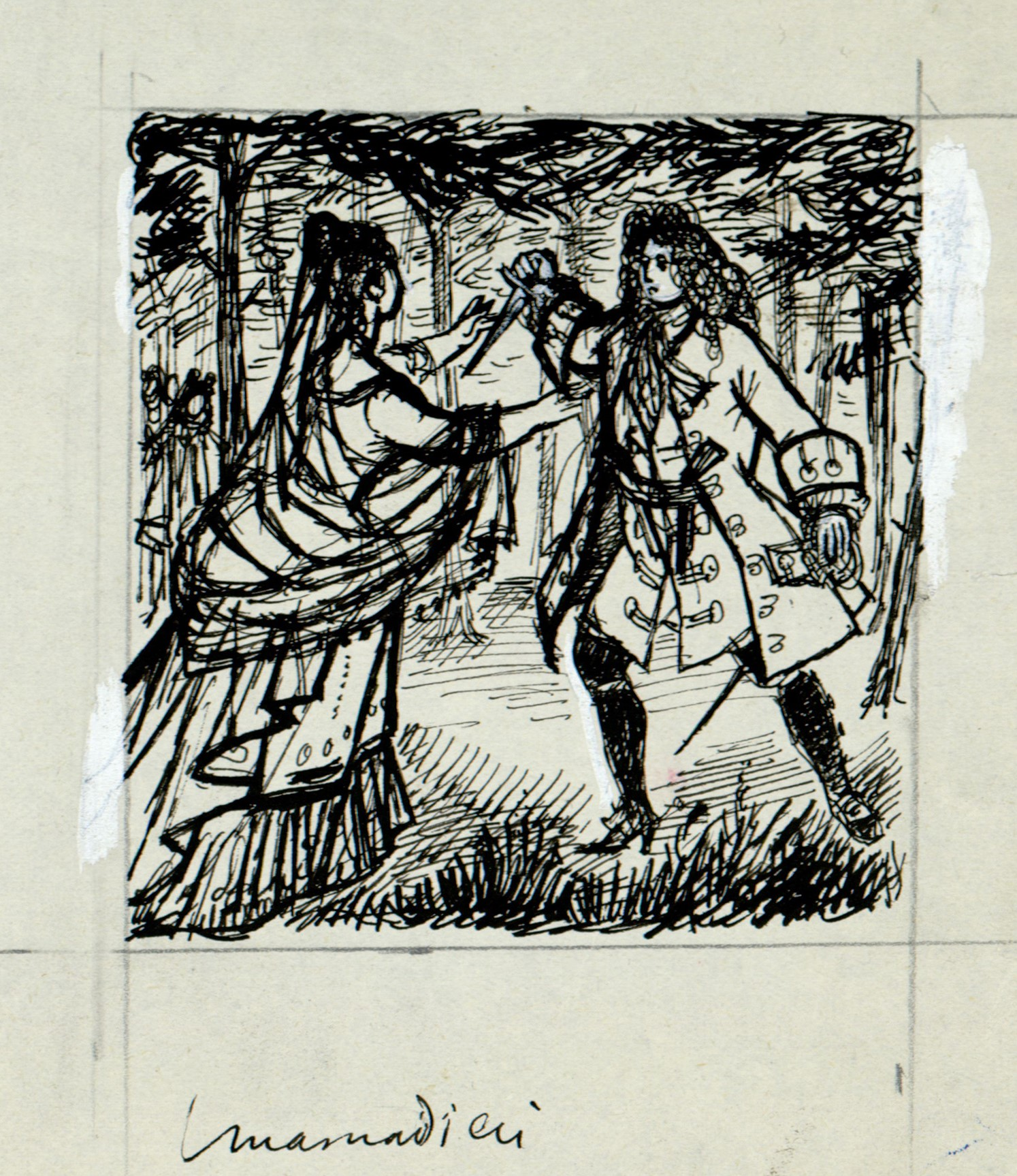
《强盗》纸画

《强盗》（義大利語：I masnadieri）是由朱塞佩·威尔第作曲、安德烈·马费作词的四幕歌剧。此剧的原作是弗里德里希·席勒创作的剧本《强盗》。当威尔第在意大利逐渐受欢迎之后，他开始接收到国外歌剧院的创作邀请。这部歌剧就是威尔第接受国外歌剧院的直接委托而谱写的。1847年7月22日在伦敦女王陛下剧院首演，并由威尔第亲自指挥最先两场的演出。
虽然此剧直至1860年代中期在伦敦和意大利还都算受到欢迎，但在之后90年内没有再次演出过。直至1951年才重新演出，在21世纪里此剧时常得以演出。

## 角色
| 角色                                                    | 声部   | 1847年7月22日首演时的演员 (指挥: 朱塞佩·威尔第) |
| ------------------------------------------------------- | ------ | ----------------------------------------------- |
| 马西米利亚诺（Massimiliano），莫欧尔伯爵                | 男低音 | Luigi Lablache                                  |
| 卡罗（Carlo），伯爵的长子，从家中被逐出后，成为强盗首领 | 男高音 | Italo Gardoni                                   |
| 弗兰西斯科（Francesco），伯爵的次男，憎恨着哥哥         | 男中音 | Filippo Coletti                                 |
| 阿玛丽亚（Amalia），伯爵的侄女，卡罗的未婚妻            | 女高音 | 珍妮·林德                                       |
| 阿米尼欧（Arminio），伯爵家的侍从                       | 男高音 | Leone Corelli                                   |
| 罗拉（Rolla）, 强盗队伍中的头目                         | 男中音 | Dal-Fiori                                       |
| 莫瑟尔（Moser），神父                                   | 男低音 | Lucien Bouché                                   |
| 由强盗队伍组成的合唱团                                  |        |                                                 |

## 剧情简介
莫欧尔伯爵有两个儿子，早年离家加入强盗集团的长子卡罗写信向父亲忏悔，但是这封信却落入有意独吞财产的次子弗兰西斯科手中，他伪造一封回信拒绝宽恕卡罗，失望的卡罗于是誓言当一辈子的强盗。弗兰西斯科又伪造另一封信卡罗给未婚妻阿玛丽亚的信，表示自己罹病不久于人世，要阿玛丽亚嫁给弗兰西斯科。但是阿玛丽亚拒绝了，她来到卡罗的家族墓旁祈求上苍给她力量时，遇到卡罗的朋友阿米尼欧，得知卡罗并没有得病的消息。而卡罗得知弗兰西斯科的恶行后，决定报仇。